# Mimestoloides
Mimestoloides är ett släkte av skalbaggar. Mimestoloides ingår i familjen långhorningar.
Kladogram enligt Catalogue of Life:
| Mimestoloides | \| \| Mimestoloides andresi \| \| \| \| \| \| Mimestoloides benardi \| \| \| \| |
|               | \| \| Mimestoloides andresi \| \| \| \| \| \| Mimestoloides benardi \| \| \| \| |
|               | Mimestoloides andresi                                                           |
|               |                                                                                 |
|               | Mimestoloides benardi                                                           |
|               |                                                                                 |